# Acristavus

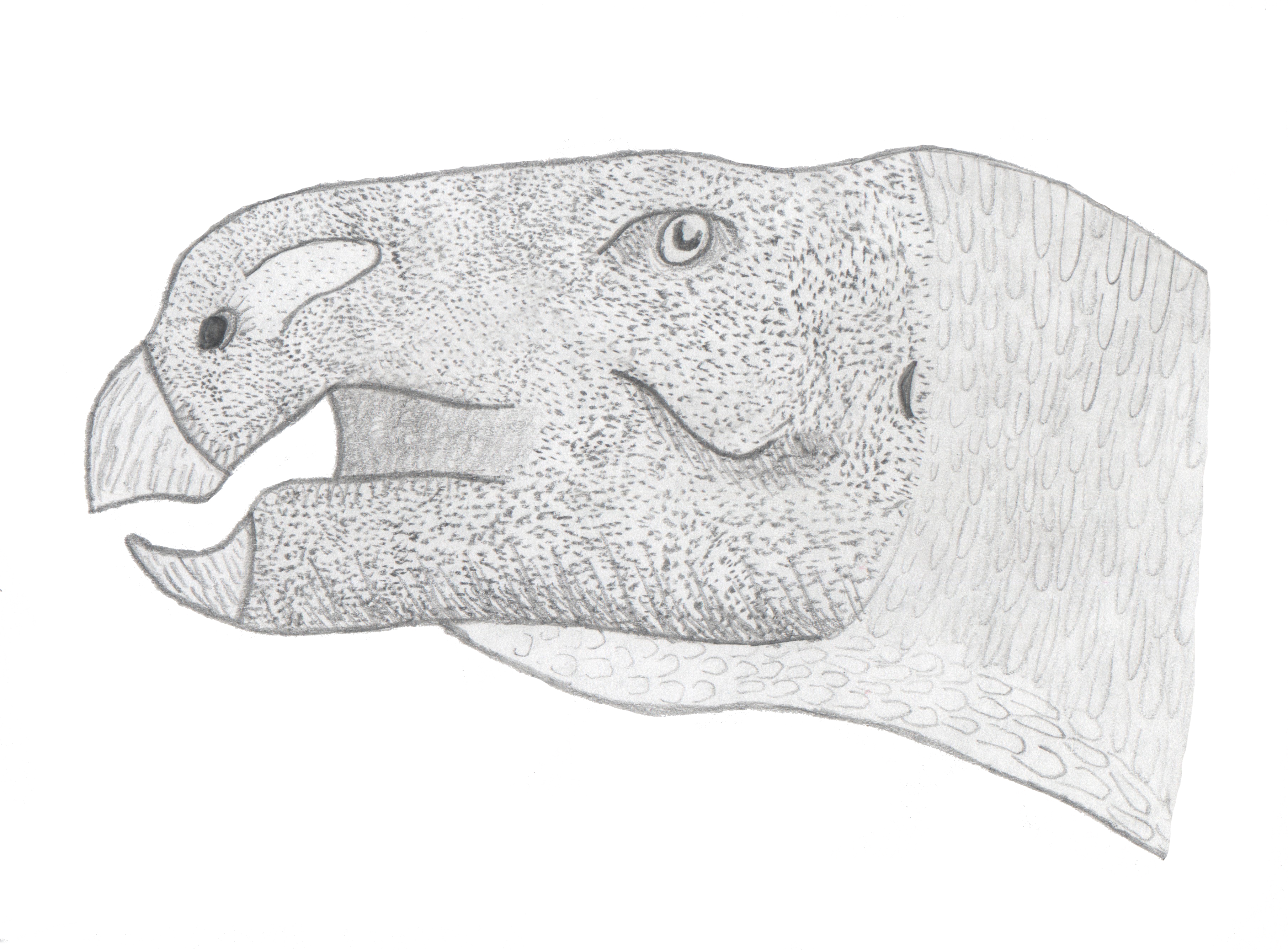
Reconstrução da face de um Acristavus gagslarsoni

Acristavus é um gênero de dinossauro saurolofino. Os fósseis foram encontrados na Formação Two Medicine da Campânia em Montana e na Formação Wahweap em Utah. A espécie-tipo A. gagslarsoni foi nomeada em 2011. Diferentemente de quase todos os hadrossaurídeos, exceto o Edmontosaurus, o Acristavus carecia de ornamentação em seu crânio. A descoberta do Acristavus é paleontologicamente importante porque apoia a posição de que o ancestral de todos os hadrossaurídeos não possuíam ornamentação craniana e que a ornamentação era uma adaptação que mais tarde surgiu de forma interdependente nas subfamílias Saurolophinae e Lambeosaurinae. Está intimamente relacionado com o Brachylophosaurus e Maiasaura, e foi atribuído a um novo clado chamado Brachylophosaurini.